# Ривьер-дю-Рампар
Ривьер-дю-Рампар (англ. Rivière du Rempart) — округ Маврикия, расположенный в северо-восточной части страны. По состоянию переписи 2010 года, численность населения составляет 109 206 человек, район занимает площадь 147,6 км², плотность населения — 739,88 чел./км².